# لیدیا سیمون
لیدیا سیمون (انگلیسی: Lidia Șimon؛ زادهٔ ۴ سپتامبر ۱۹۷۳) ورزشکار دو و میدانی اهل رومانی است.
وی در مسابقات کشوری و بین‌المللی در مجموع برندهٔ ۱ مدال طلا، ۱ مدال نقره، ۲ مدال برنز شده‌است.